# Автошлях О 240510-2
Автошлях О 240510-2 — обласна дорога місцевого значення в Черкаській області, «Піщане — Шабельники». Проходить територією Золотоніського району.

## Опис
Починається в селі Піщане, на перехресті з дорогою Н08, проходить населеним пунктом спочатку на північний захід, згодом плавно міняє напрям на південний захід. Перетинає річку Супій залізобетонним мостом. За нерегульованим залізничним переїздом, що розташований біля Піщанського свинокомплексу, круто повертає на південь і в цьому напрямку продовжується до перетину із Т 2404 на околицях села Шабельники, де і закінчується. Покриття асфальтобетонне, має по одній смузі руху в кожен бік. Загальна довжина — 10,6 км.